# Iglesia de Santa Radegunda (Poitiers)
La iglesia de Santa Radegunda de Poitiers (en francés: Église Sainte-Radegonde) es una iglesia francesa de origen medieval y de estilo románico y estilo gótico angevino erigida en la ciudad de Poitiers.

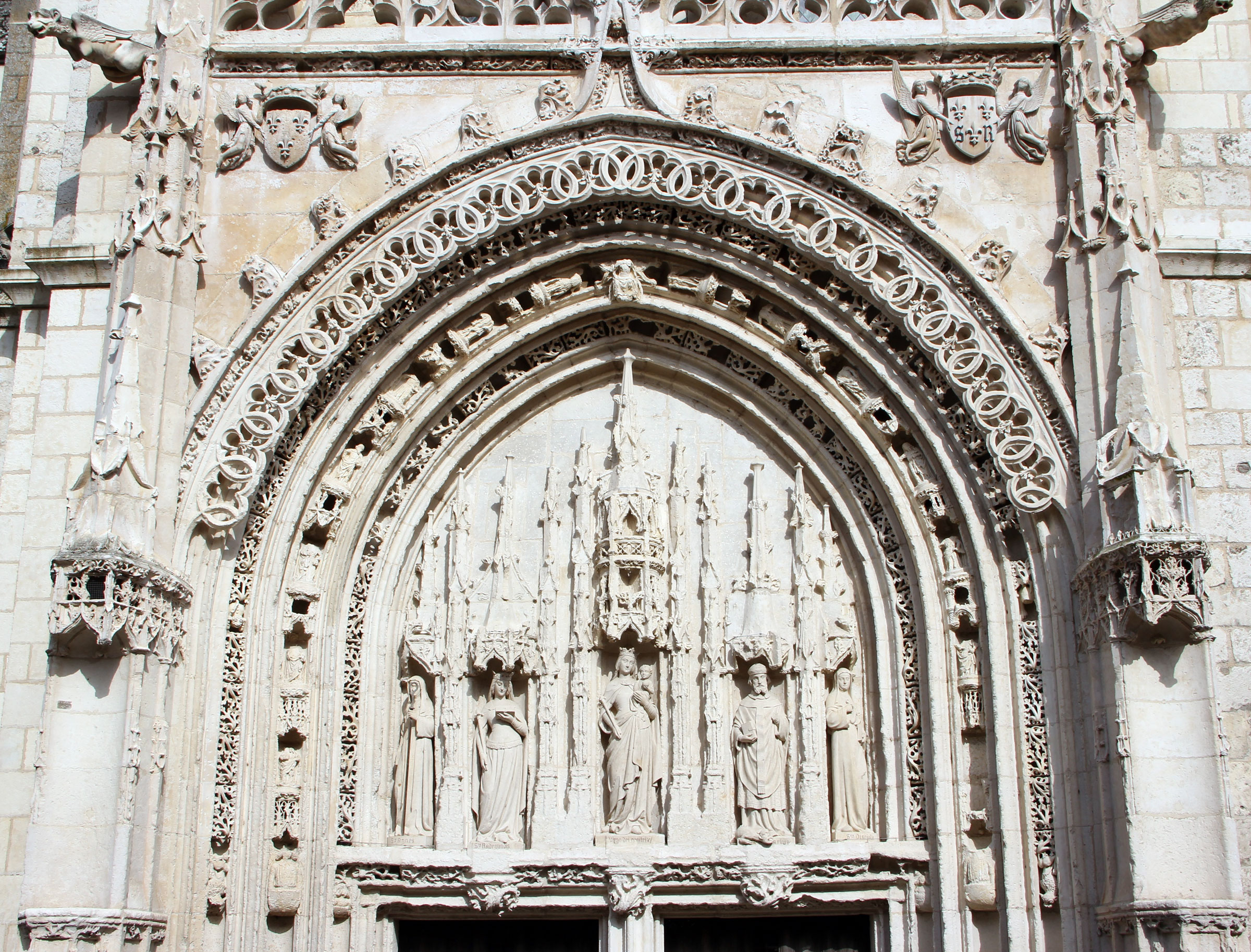
Entrada a la iglesia

## Historia

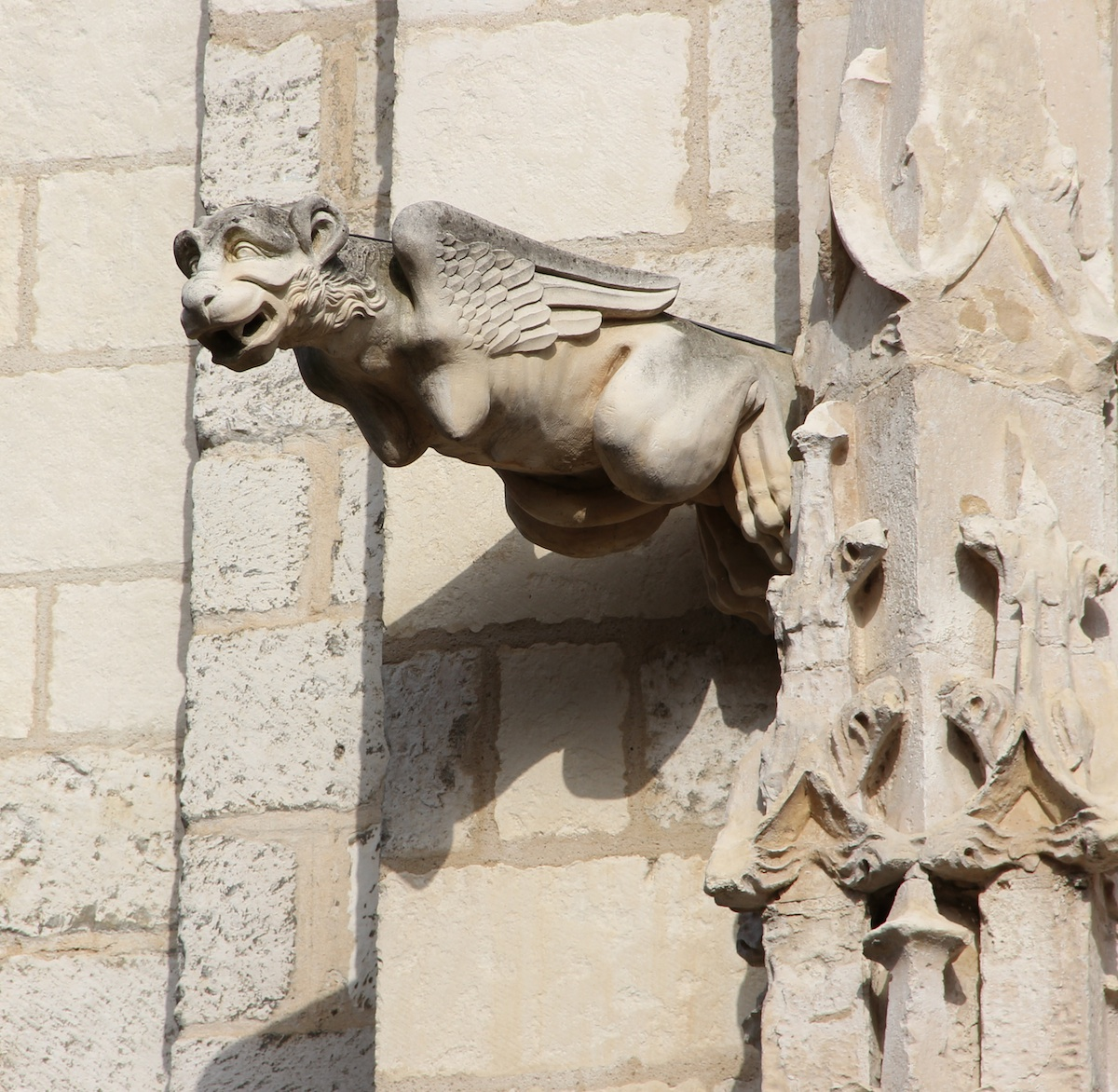
Gárgola en forma de demonio femenino.

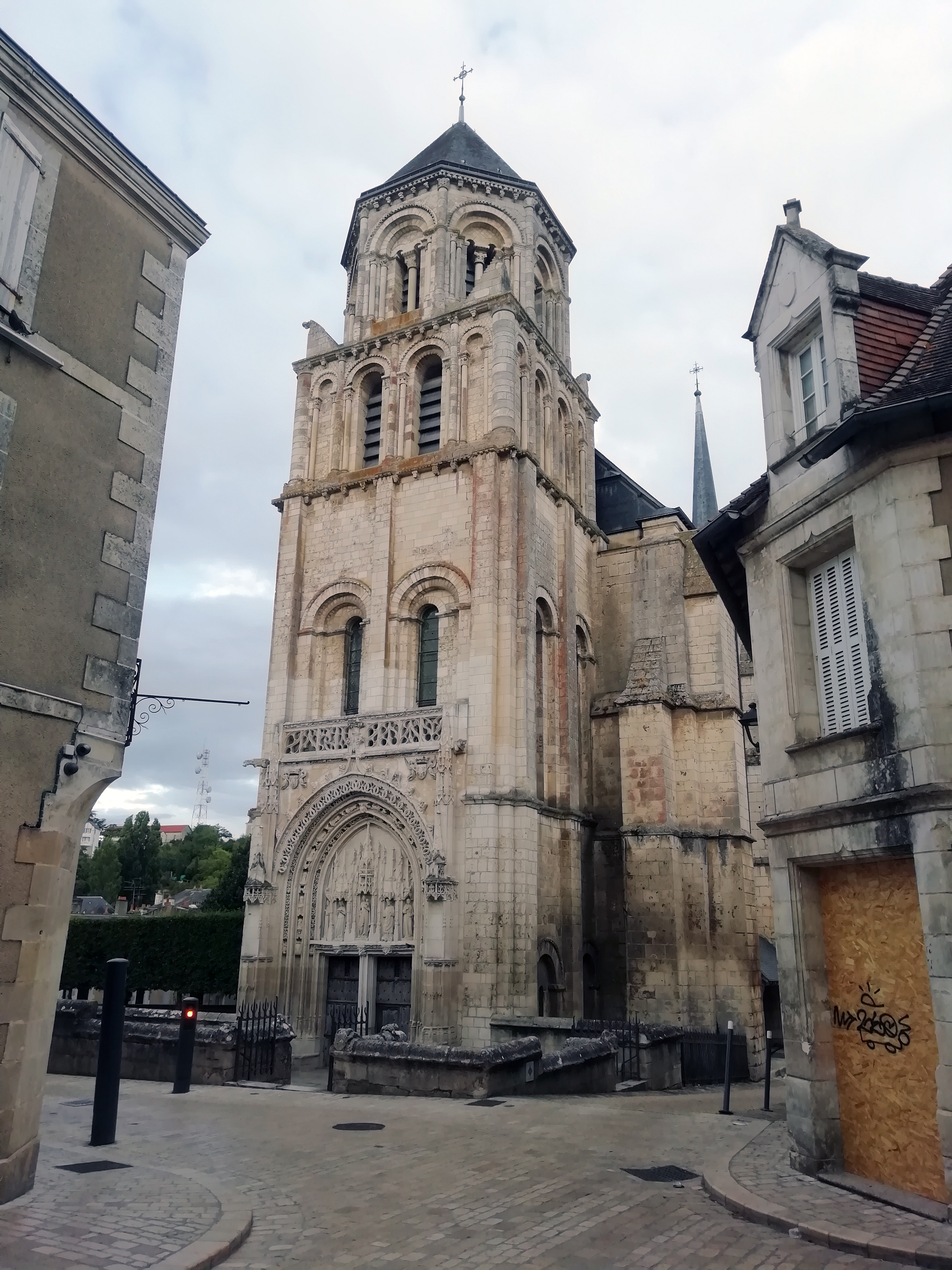
Fachada de la iglesia de santa Radegunda, Poitiers.

Una primera mención del edificio tiene lugar en el siglo VI como sepultura de las religiosas de la abadía. En esta época la iglesia recibía el nombre de "Sainte-Marie-hors-les-murs" (Santa María fuera de los muros). Se ubicaba al exterior de este muro por su función funeraria: la muralla galo-romana, construida entre los siglos III y IV, atravesaba esta iglesia y la catedral Saint-Pierre. Durante la época merovingia aún se conservaba la tradición romana de los ritos funerarios extra muros por razones sanitarias. A la muerte y posterior enterramiento de Santa Radegunda, la iglesia cambia su nombre.
La iglesia alberga todavía la tumba de la santa patrona de la ciudad, reina del pueblo de los francos y esposa del rey Clotario I. Había creado en Poitiers la primera abadía femenina de Galia, la abadía Sainte-Croix de Poitiers.
Tras la orden de la abadesa Béliarde, el cuerpo de Santa Radegunda se exhuma en 1012 y se reconstruye la iglesia en 1083 tras un gran incendio. Es en 1099 cuando se menciona el nuevo nombre de la iglesia, de la cual quedan la cabecera y los primeros pisos del campanario de entrada (clocher-porche en francés). Esta iglesia es, a su vez, parroquial y colegial. Tiene como autoridad un prior nombrado por la abadesa de Sainte-Croix y está organizada por una comunidad de clérigos y canónicos que rezan durante horas delante de la tumba de la santa.
El ábside con su cripta y su deambulatorio, así como el piso inferior de la torre, parecen pertenecer a esta época. Sin embargo, la nave es una construcción más reciente que dataría del siglo XIII, abovedada en el siglo XIV.
Durante las guerras de religión fue saqueada por los reformistas. Tampoco se salvó el cuerpo de la santa, que desapareció y ya no se volvió a encontrar.
La iglesia fue clasificada como monumento histórico en 1862.

## Descripción
La iglesia de Santa Radegunda, como muchas iglesias de peregrinaje, se construye a partir de una planta de cruz latina.

### El exterior de la iglesia

#### La cabecera
El exterior se caracteriza por una elegante cabecera que traduce perfectamente el plano de la iglesia: una cripta iluminada por la luz del día, tres absidiolos, un ábside y una aguja en el muro oriental. Esta aguja es posterior a la construcción de la cabecera. Es una cabecera angulosa que anuncia el arte gótico, aunque se suaviza por las arcadas situadas en la base.

#### Elclocher-porche

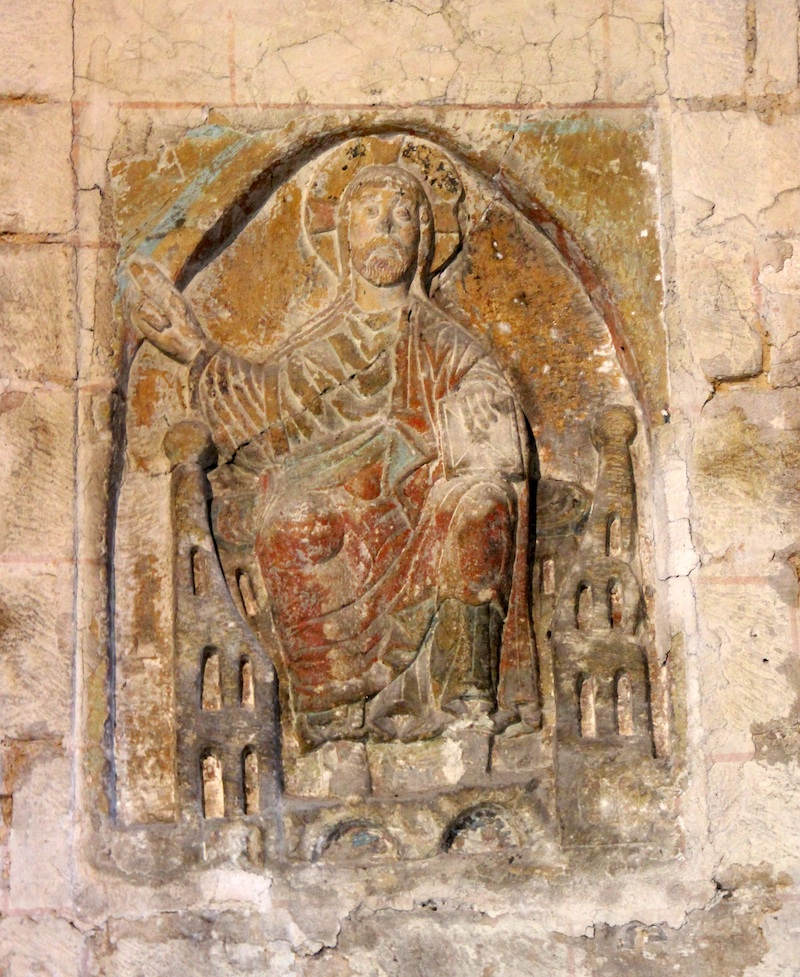
Cristo en majestad

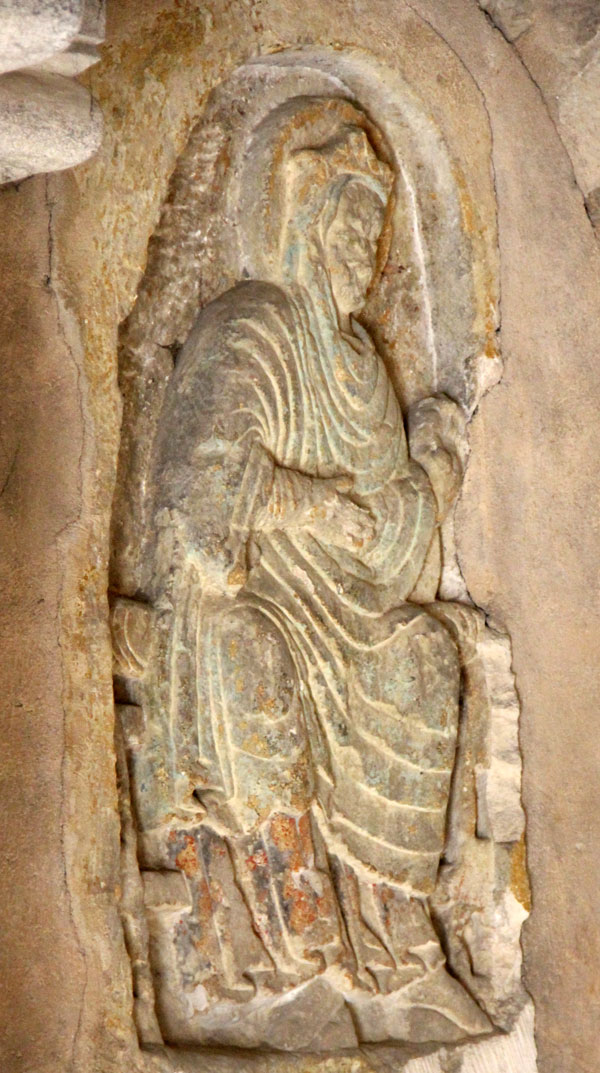
Posible imagen de Radegunda

El clocher-porche o campanario que sirve de entrada es románico con excepción de la puerta que se reconstruyó en el siglo XI. El campanario está formado por pisos de campanas con un pasaje. Este clocher-porche recuerda al de la Iglesia de Saint-Porchaire, también en Poitiers.
En el porche se pueden observar dos relieves procedentes de la antigua fachada románica. Uno de estos relieves representa el Cristo en Majestad. El otro muestra una mujer sentada que podría representar a santa Radegunda o la Virgen o una personificación de la Iglesia. Lleva una corona y un velo, además de un vestido que presenta pliegues. Se inclina hacia la izquierda. Se podría decir que estos relieves son los vestigios de una antigua escultura en la que estaban juntos, aunque sólo es una suposición; así pues, la santa tenía que encontrarse ubicada a la derecha del Cristo. Aún se pueden observar restos de pintura.
Este clocher-porche está construido de forma completamente cuadrada. En el ángulo nordeste se sitúa una escalera de linterna que permite acceder al segundo piso, también cuadrado. En cambio, el tercer piso es octogonal, en cuyos ángulos se encuentran columnas. La parte superior de cada piso está decorada por pequeñas esculturas.
El pórtico de estilo gótico flamígero data del siglo XV, así como el patio delantero, donde se encuentran bancos de piedra que servían en juicios eclesiásticos.
Las estatuas del tímpano son del siglo XIX y representan a Santa Radegunda y San Hilario.
La pequeña plaza al lado de la iglesia fue en antaño un cementerio.

### El interior de la iglesia

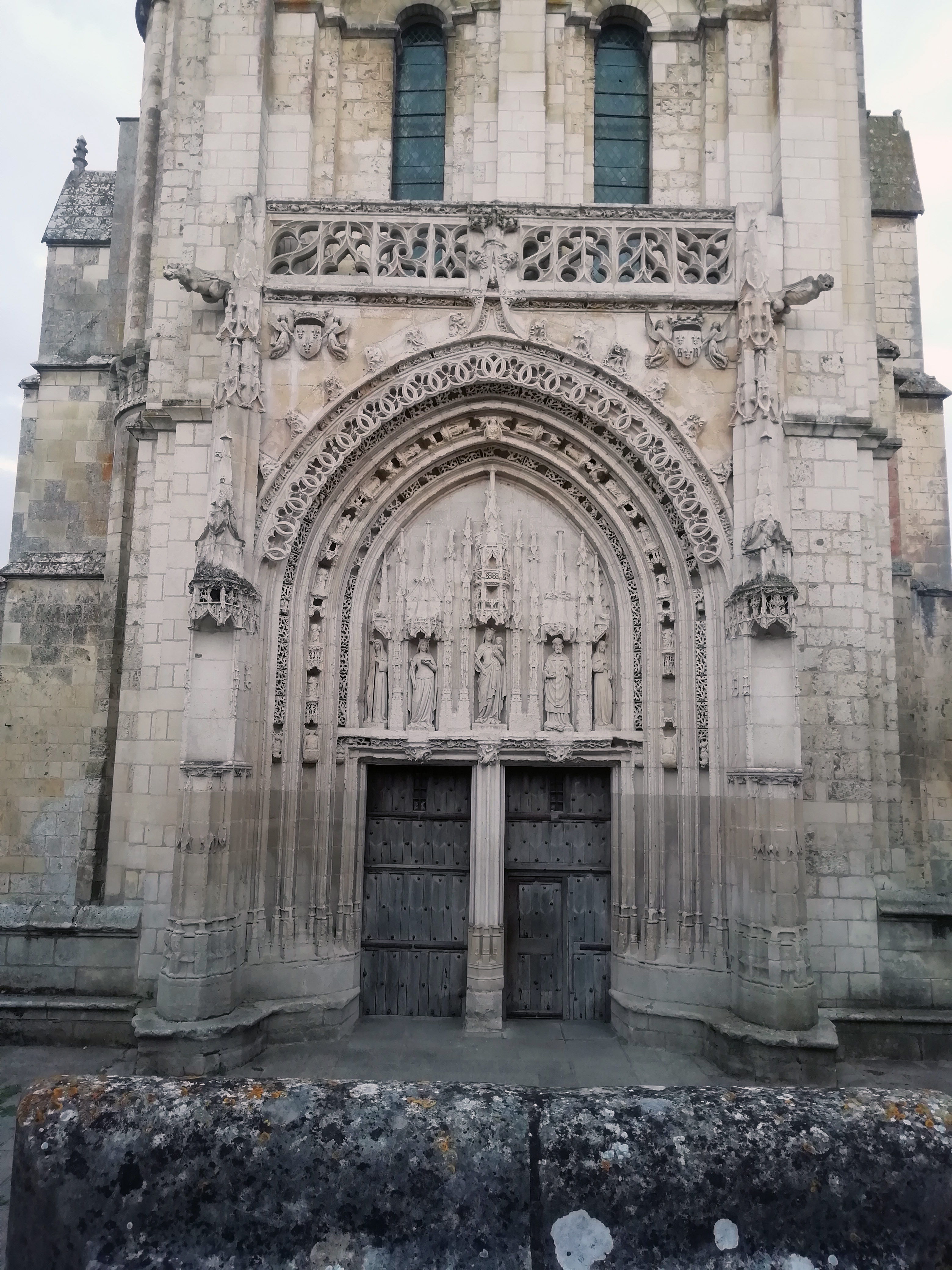
Puerta principal de la iglesia de santa Radegunda, Poitiers.

#### La nave
La nave fue reconstruida por completo en el siglo XIII en estilo gótico angevino siguiendo el modelo de la catedral vecina.

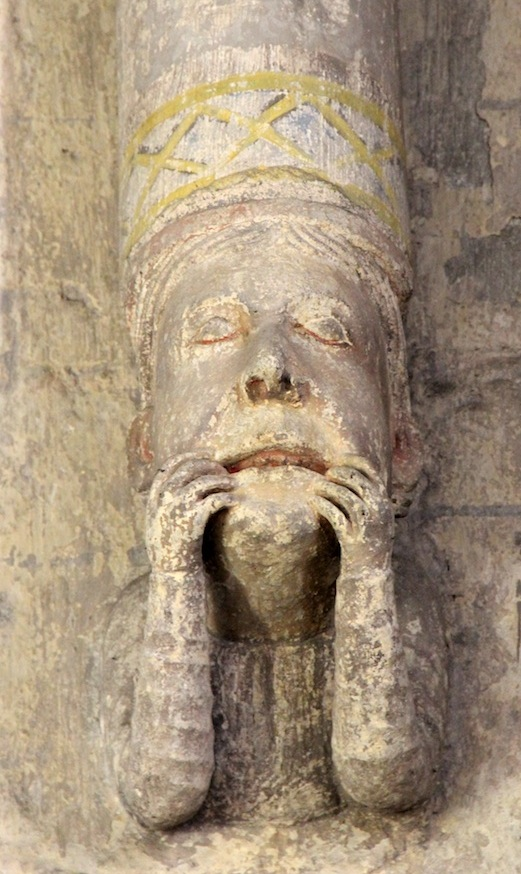
Base de nervadura

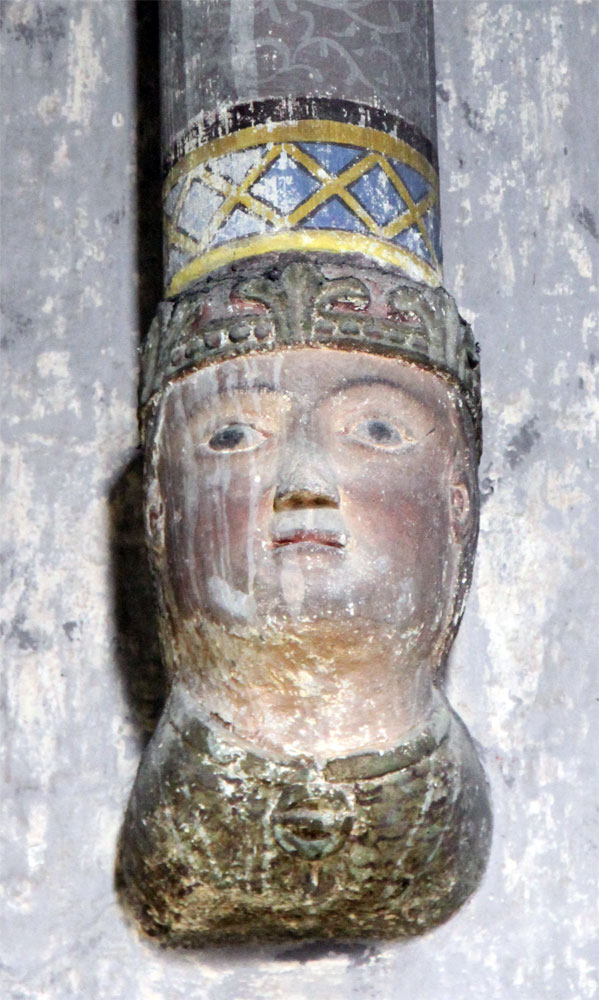
Base de nervadura

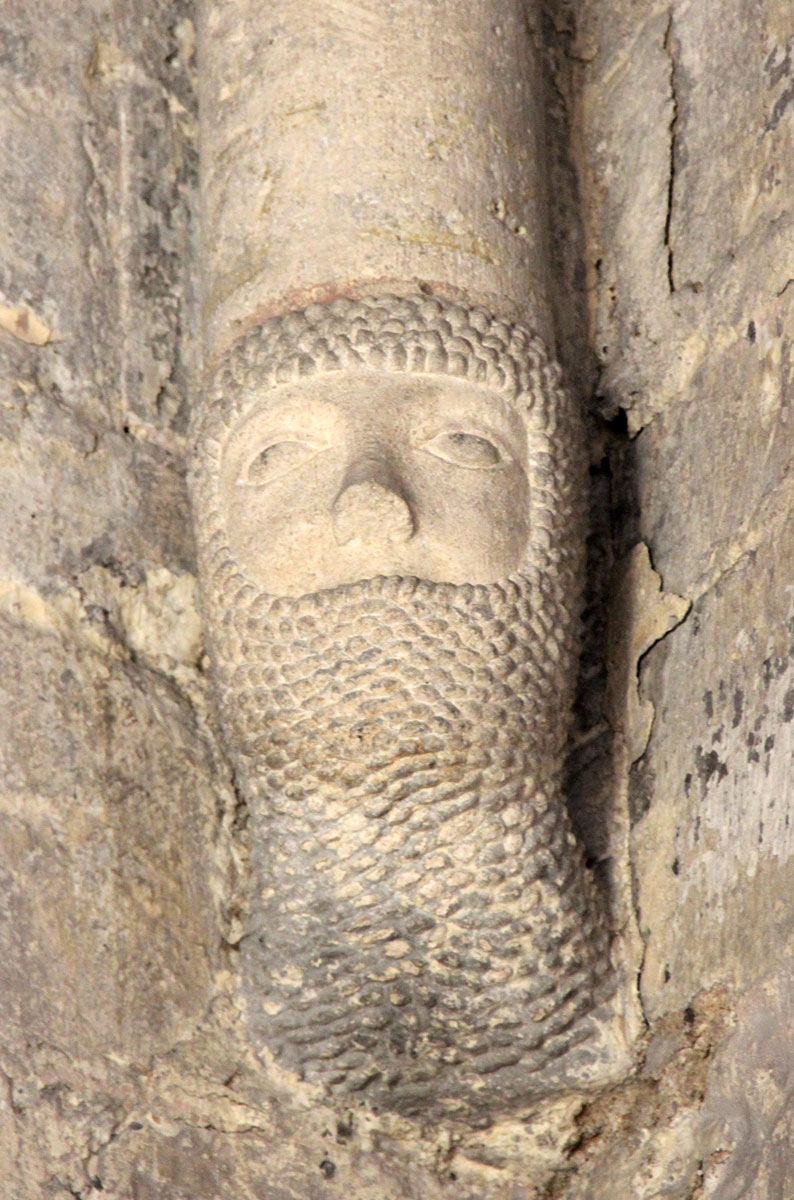
Base de nervadura

La nave da a un santuario románico elevado sobre la cripta. La relación con el gótico angevino es más que visible: los muros han sido reforzados por arcadas en este estilo, compuestas por nervaduras transversales y longitudinales que reposan en un conjunto de columnas.
La construcción de la nave se realizó en dos momentos diferentes, tal y como lo demuestran los vanos.
En los pilares se puede apreciar la libertad imaginativa del artista. Se muestran criaturas demoníacas, imágenes de fábulas, alegorías de los vicios...
En el muro norte del segundo piso se puede admirar una magnífica vidriera que data de 1270, aunque fue retocada posteriormente. Está consagrada a la Pasión de Cristo y al Juicidio final. También se aprecian las armas de Francia y de Castilla que designan al conde Alfonso de Poitiers, hijo menor de Luis VIII de Francia y Blanca de Castilla.
Una de las vidrieras laterales cuanta la vida y los milagros de Santa Radegunda, otra describe la vida de San Blas. Estas vidrieras se encuentran en la parte norte de la nave.
La vidriera de la vida de Santa Radegunda data del siglo XIII, siendo restaurada en el siglo XIX. Cuenta los hechos principales de la vida de la santa en 16 episodios, entre los cuales se pueden encontrar:
- La curación de la ciega Bella (siglo XIII)
- Santa Radegunda consagrada por San Medardo.
- Santa Radegunda lavando los pies a los pobres (siglo XIII)
- Exorcismo de una poseída.
- Curación del abad Abbon.
- Agradecimiento de los prisioneros milagrosamente liberados.
- Aparición de la Virgen a la Santa.
- Resurrección de una muerta por Santa Radegunda (siglo XIII).

Un panteón alberga un grupo escultórico llamado "el Paso de Dios". Data del siglo XVII. Un año antes de su muerte, Santa Radegunda tuvo una visión de Cristo anunciándole que pronto sería acogida en el Paraíso. Durante esta visión, Cristo dejó la marca de su pie en una de las piedras. El grupo de esculturas barrocas fue trasladada a la iglesia en la época de la Revolución francesa desde la abadía Sainte-Croix de Poitiers.

#### La sala capitular
En el muro sur de la nave se encuentra la sala capitular de estilo angevino, que data de finales del siglo XII y principios del siglo XIII. Presenta una bóveda de ocho nervios y esculturas de figuras, como una de Cristo. Esta sala, llamada capilla de María Magdalena, era utilizada por los canónigos como oratorio. En ella se encuentran numerosos bustos de reyes y reinas.

#### El coro
El ábside heptagonal está rodeado por un deambulatorio, donde se encuentran capillas semicirculares, siendo las últimas de estilo románico. La capilla axial data del siglo XI y está dedicada a la Virgen.
Las columnas del ábside están coronadas por capiteles románicos característicos de la eclosión de este estilo en Poitiers. Además de esculturas de acanto, también las hay de cuadrúpedos como cabras o leones. Estos últimos, guardianes del santuario, normalmente se encuentran en las iglesias del Poitou.

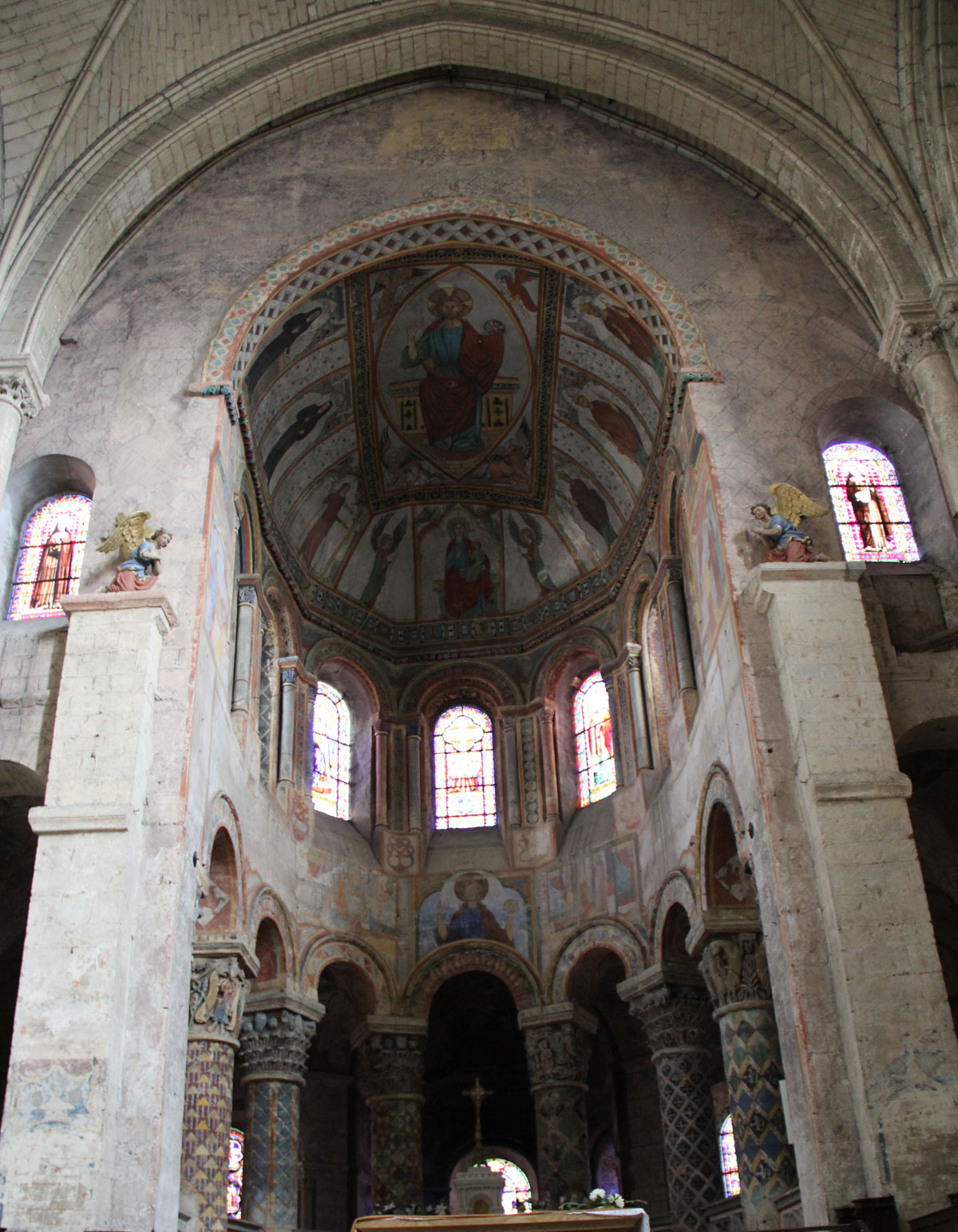
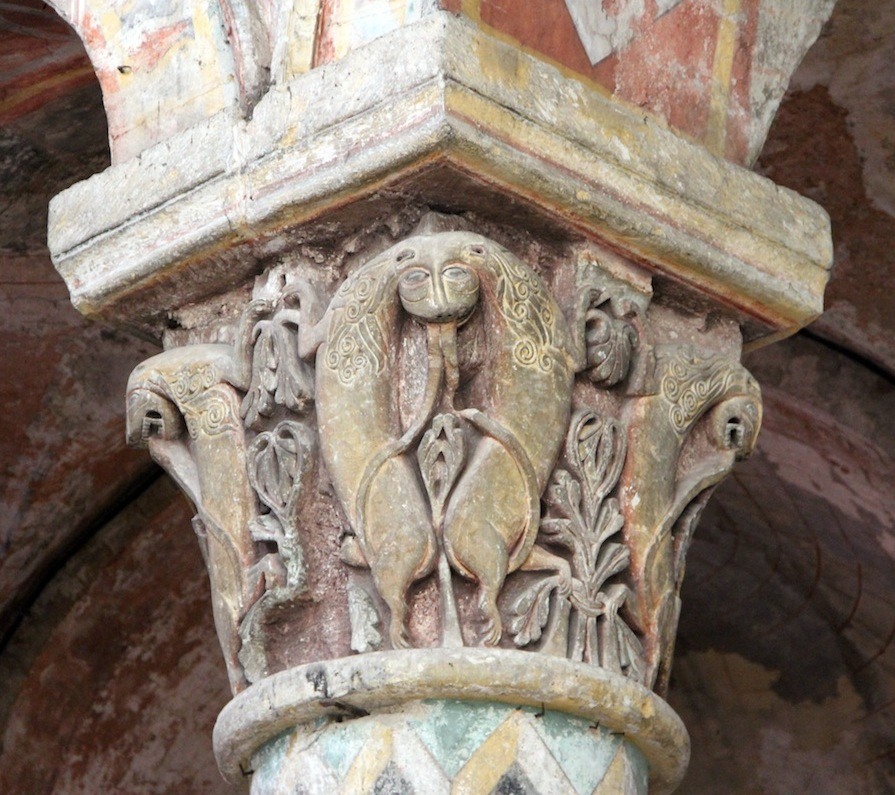
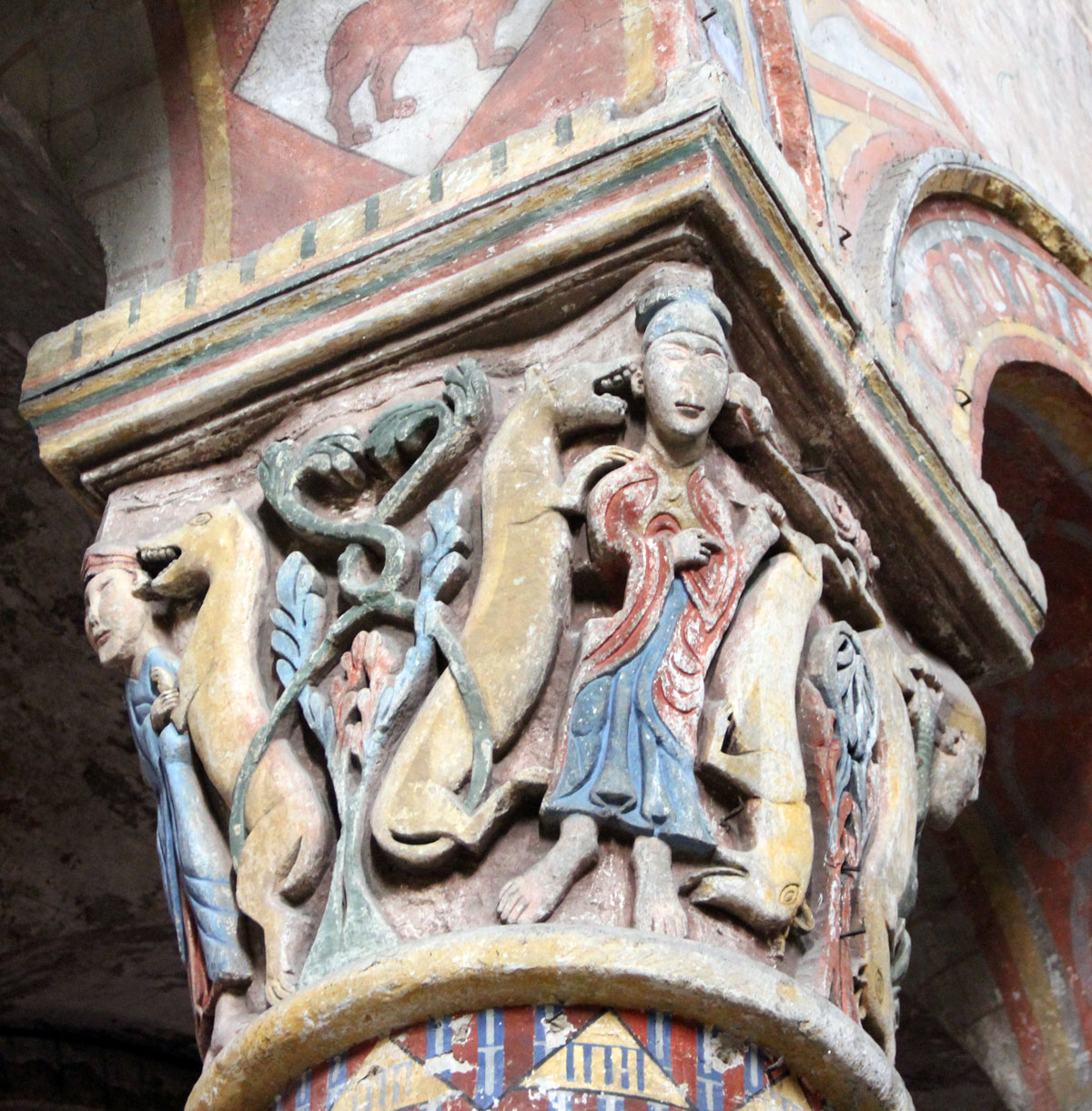
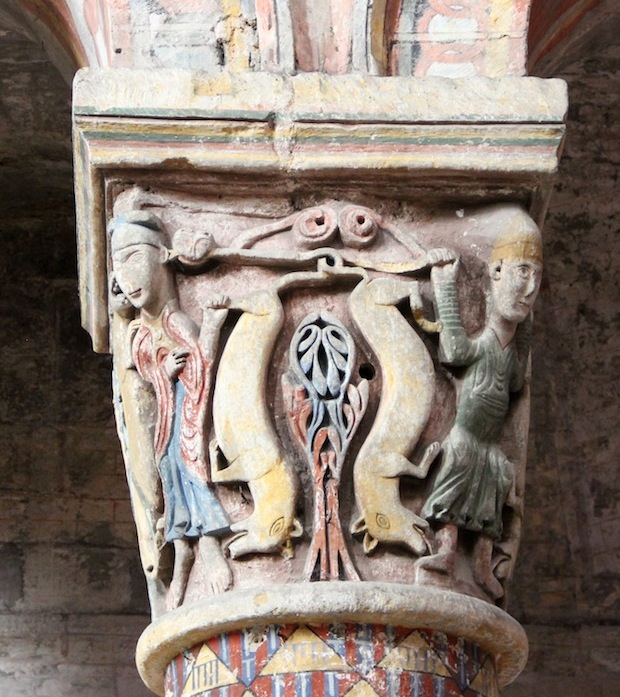

El coro fue repintado por Honoré Hivonnait en el siglo XIX de forma relativamente torpe, provocando así el enfado de Prosper Mérimée, entonces inspector de los monumentos históricos de Francia. Hivonnait, en lugar de respetar y conservar las pinturas del siglo XIII, las repintó en un estilo neogótico. Su objetivo fue ofrecer una legibilidad perfecta a los fieles peregrinos del siglo XIX. Aunque las pinturas originales desaparecieron, la coherencia del mensaje iconográfico se mantiene hoy en día.
Las escenas están repartidas en dos registros superpuestos, siendo uno celestial y el otro terrenal. Son figuras de la Virgen o Santa Radegunda, las compañeras de Sainte-Croix y santos que le rodearon durante su vida. Encima hay un Cristo entronizado. La parte superior de los muros constituye un ciclo hagiográfico dedicado a Santa Radegunda.
Las vidrieras son del siglo XIX. En el centro se encuentra una cruz que rodea a Santa Radegunda y su amigo San Fortunato, que fue obispo de Poitiers.

#### La cripta
La cripta, del siglo X, contiene las tumbas de Santa Radegunda, Santa Inés de Poitiers y Santa Disciole.
A la pequeña sala funeraria se accede por una escalera del siglo XIX que reemplazó a dos pequeñas escaleras laterales. Un deambulatorio con tres capillas rodea dicha sala.
La tumba de Santa Radegunda es la original del año 587. Fue abierta por primera vez en 1412 por orden de Jean du Berry. Fue profanada en 1562 durante las guerras de religión. Algunos huesos calcinados se guardaron en un cofre de plomo dispuesto en el sepulcro de mármol gris y negro que se puede ver hoy en día. Dichos huesos podrían ser los de la santa, pero no se tiene certeza.
En esta cripta podemos encontrar una estatua en mármol blanco del autor Nicolas Legendre. Esta estatua debería estar originalmente en el centro de un retablo. Representa a Santa Radegunda. La santa lleva un manto con flores de lis y posee los rasgos de la reina de Francia, Ana de Austria, que había acudido a la cripta en 1649. Más tarde, en 1651, realizó una nueva visita a la tumba de la santa, a la que otorgó la estatua como agradecimiento por la cura del rey Luis XIV.
Tras la estatua de la santa, en la parte alta y a la izquierda, encontramos un ex-voto donde se lee "Gracias por el bien obtenido, os pedimos pronta curación" (original francés: "Merci pour le mieux obtenu, demandons entière guérison").
En las capillas laterales reposan las compañeras y discípulas de Santa Radegunda: Santa Inés de Poitiers y Santa Disciole.

## El mobiliario

### El órgano

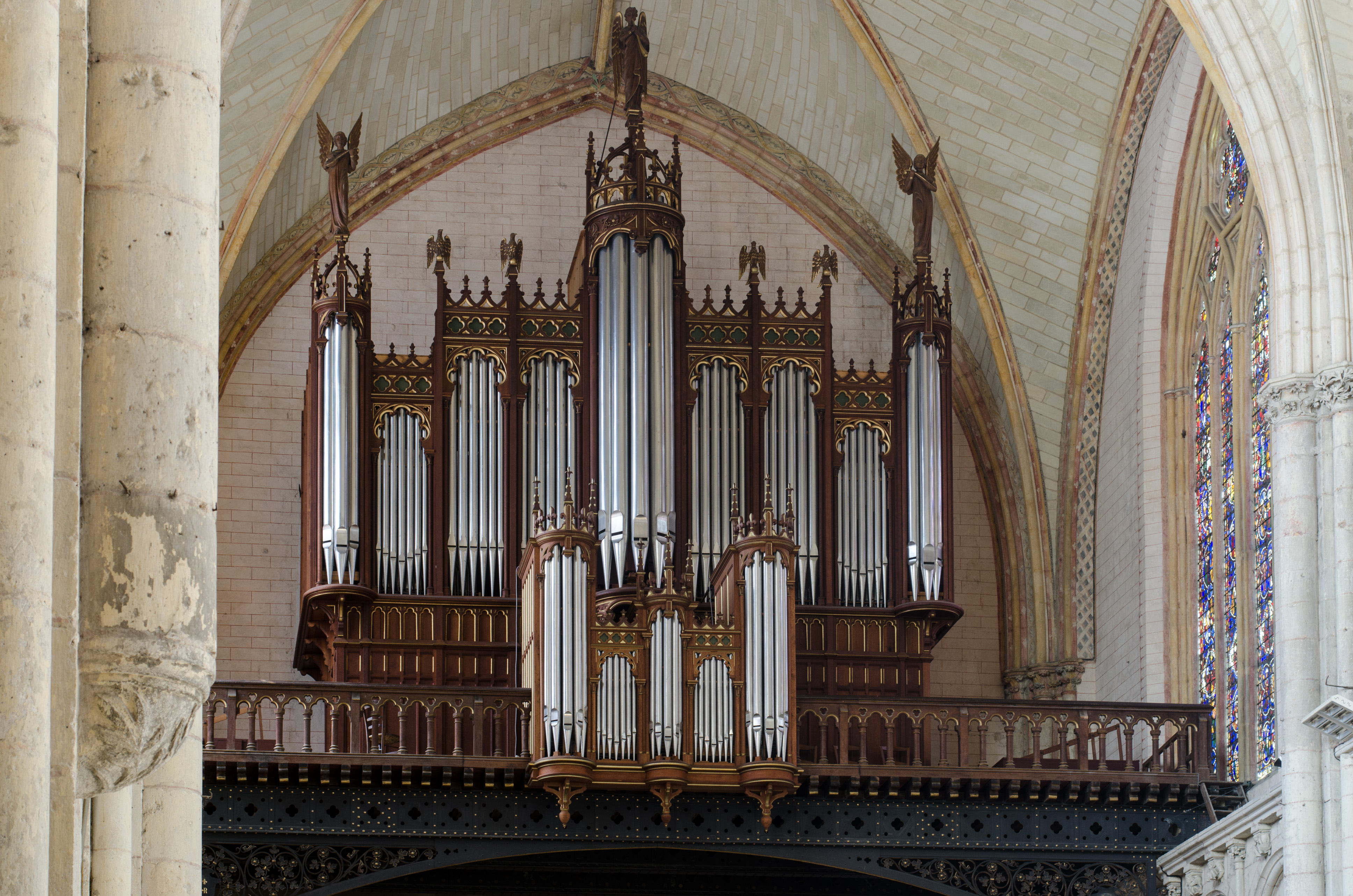
Órgano de la iglesia de Santa Radegunda de Poitiers

En la iglesia Santa Radegunda hay órganos desde la Edad Media. Durante la revolución fueron destruidos y no fue hasta el siglo XIX cuando la iglesia se dotó de nuevo de uno. En 1892, la construcción de un nuevo órgano se llevó a cabo de la mano del arquitecto Jean Fromigé, siendo inaugurado en 1894.
Este órgano causó muchos problemas desde el primer momento, como el riesgo de caída, por lo que el instrumento se desmontó progresivamente durante las dos guerras mundiales. Desgraciadamente, en 1944 durante los bombardeos, el órgano sufrió daños, quedando inservible. Se llevaron a cabo restauraciones; una de ellas, en 1991, causó un gran problema que inutilizó el instrumento dejándolo sin sonido. Unas últimas obras de restauración tuvieron lugar entre 1994 y 1997, en las cuales se instaló un órgano completamente nuevo en el mismo lugar que los anteriores.

### Los retablos
En la nave podemos encontrar retablos del siglo XVII consagrados a la Anunciación, la Adoración de los Reyes Magos, la presentación del niño Jesús en el templo, la Crucifixión y a San Carlos Borromeo.

## El peregrinaje
la iglesia de Santa Radegunda forma parte de los santuarios románicos del Poitou que honran culto a las reliquias de santos locales como la abadía de San Maixent (que alberga su cuerpo) o la iglesia de San Hilario el Grande de Poitiers (que conserva reliquias de este santo u otros como San Eutropio).
El filósofo e historiador Hippolyte Taine (1828-1893) dejó un testimonio de su experiencia de peregrinaje a la iglesia Sabta Radegunda:
Le philosophe et historien Hippolyte Taine (1828-1893) a laissé un témoignage de son expérience  de pèlerinage à l'église Sainte-Radegonde : Cada año, 300 000 personas llegan hasta Santa Radefunda; cuando llega la fiesta de la santa en agosto, los peregrinos son tantos y, en general, tan pobres, que se acuestan en una especie de campos fuera de la ciudad. Vi la tumba: está hecha e un bonito estilo gótico del siglo XII, clavada en la tierra... Esta violencia flamboyante es realmente un espectáculo de la Edad Media, al fondo de una especie de pozos, debajo de los huesos de una muerte, es como una visión de Dante; hay algo en las nervaduras, en el silencio trágico de esta oscuridad terrible; es la fosa mística de una santa que, en mitad de lo podrido y los gusanos, ve en su calavozo de tierra entrar el rayo deslumbrante del Salvador.